# 白樂桑
若埃尔·贝拉桑 （法語：Joël Bellassen，1950年5月27日—），汉名白樂桑，是法國漢語語言學和漢語教育學學家，是法國巴黎東方語言文化學院的中文教授，在外語及文化的習得與教學研究所（PLIDAM）當研究者。最大貢獻是推薦「字本位」看法來教授對外漢語。

## 外部連結
- JoelBellassen.com （页面存档备份，存于）